# Yuppie
Yuppie, en forkortelse for "young urban professional" eller "young upwardly-mobile professional", er et begreb, der opstod i begyndelsen af1980 til at beskrive en ung professionel person, der arbejder i byen - og som derfor tjener godt. Begrebet sås første gang i 1980, hvor det blev relativt neutralt som et demografisk begreb, men fra midten til slutningen af 1980'erne, hvor en "yuppie modreaktion" opstod som følge af bekymringer over problemer som gentrificering, og nogle forfattere og skribente begyndte derfor at bruge ordet negativt.
Meget påfaldende har ordet en lydlig sammenhæng med hippie, men betyder nærmest det modsatte.